# Gregória
Gregória foi uma imperatriz-consorte bizantina, esposa de Constantino III. Ela era filha de Nicetas, um primo de primeiro grau de Heráclio que o ajudou a conquistar o trono liderando uma invasão ao Egito em 608. 

## História
Nicetas combateu os representantes do imperador Focas e, em 610, assegurou o controle Egito. Em 5 de outubro deste mesmo ano, Heráclio substituiu Focas e Nicetas foi recompensado com o título de patrício e a posição de conde dos excubitores, o comandante dos excubitores. Além disso, é possível que ele tenha permanecido com o controle do Egito e participou da defesa da região contra a invasão de Cosroes II do Império Sassânida. Em 618, o Egito foi perdido, mas Nicetas sobreviveu e foi então nomeado exarca no Exarcado da África a partir de 619, função que ele manteve até a sua morte em 628-629.
O avô paterno de Gregória era Gregório, irmão de Heráclio, o Velho, que havia sido nomeado exarca da África por Maurício e viveu o suficiente para apoiar a revolta do filho, porém não para vê-la terminada. Gregório parece ter servido sob o comando de seu irmão, mas o seu papel exato é desconhecido.
A ascendência dos dois irmãos é incerta. Cyril Mango, em Deux études sur Byzance et la Perse Sassanide (1985), especulou que eles seriam descendentes de Heráclio de Edessa, um general que serviu sob Leão I, o Trácio e Zenão, tendo sido nomeado conde dos assuntos militares (comes rei militaris) antes de 468. Ele apoiou o Reino de Egrissi contra as invasões de Perozes I dos sassânidas e Vactangue I da Ibéria, mas teve que recuar quando seu apoio logístico se mostrou inadequado.

## Imperatriz
Gregória foi prometida ao seu primo de segundo grau, Constantino III, o único filho conhecido de Heráclio com sua primeira esposa, Fábia Eudócia. Constantino foi coroado coimperador pelo pai em 22 de janeiro de 613.
O casamento se deu em 629-630. O noivo tinha por volta de dezessete anos e Gregória, provavelmente a mesma idade. Ela havia chegado a Constantinopla vinda da Pentápole líbia. Como a Cirenaica era o território controlado por seu pai, assume-se que Gregória foi criada por ele e não pelo sogro, como era o costume. Ela permaneceu como imperatriz júnior e Martina, a segunda esposa de Heráclio, era a imperatriz-sênior.
Heráclio morreu em 11 de fevereiro de 641. Constantino III se tornou o imperador sênior e seu meio-irmão por parte de pai, Heraclonas, foi feito coimperador. Constantino morreu de tuberculose entre abril e maio do mesmo ano e uma revolta a favor de Contante resultou na deposição de Heraclonas e da mãe, Martina, em setembro. O papel de Gregória no novo regime sob o comando do filho não é mencionado em nenhuma fonte bizantina.

## Família e filhos
Gregória e o marido tiveram pelo menos dois filhos:
- Constante II nasceu em 7 de novembro de 630.
- Teodósio, executado por Constante em 659-660.

Uma teoria genealógica também acrescenta uma filha à lista, que seria teria se chamado Manyanh, uma suposta neta de Heráclio e esposa de Isdigerdes III.